# حزب الاتحاد الوطني (الأردن)
حركة الاتحاد الوطني ( (بالعربية: تيار الاتحاد الوطني) هو حزب سياسي أردني. يتبنى نهج ليبرالي في التعامل مع الاقتصاد، مع التركيز على الاستثمار الخاص بدلًا من النهج الذي يعتمد على الاقتصاد المختلط، واقتراح فرص العمل لحل مشكلة البطالة بدلًا من البرامج الاجتماعية. 

## التأسيس
عام 2011 اجتمع عدد من الرموز والشخصيات والقامات الوطنية الاردنية وعلى رأسهم الكابتن محمد الخشمان للعمل على تأسيس حزب الاتحاد الوطني الاردني، يجمعهم حب الوطن والحفاظ على أمنه واستقراره السياسي والاقتصادي والاجتماعي، لتكوين حزب وطني يحظى بثقة ودعم قاعدة جماهيرية عريضة ومبني على أسس برامجية لخدمة الوطن والمواطن ، من خلال ترسيخ الثوابت الاردنية ومفاهيم الحرية والمساواة والعدالة وتكافؤ الفرص بين كافة الاردنيين على اختلاف أصولهم وعقائدهم عملا بالدستور الاردني منطلقا من فكرة الإيمان بالديمقراطية والتعددية.

## الأيديولوجية
يؤمن الحزب أيضاً بسيادة القانون، حيث يؤكد على أنه يهدف إلى "الحفاظ على الدستور وتفعيله وإزالة أية عقبات أو قوانين أو تشريعات أو لوائح أو أنظمة تتعارض مع هذه النصوص الدستورية تعزيزاً لمبادئه وأهدافه الأساسية"، إلى جانب "التأكيد على سيادة القانون والمؤسسات لتكون الدولة التي تحمي الحقوق وتفرض الواجبات في إطار مفهوم العدل والمساواة وتعزيز مبدأ المواطنة".

## روابط خارجية
- الموقع الرسمي